# Linha 6 Norte
Linha 6 Norte é um distrito do município brasileiro de Ijuí, no estado do Rio Grande do Sul. Foi criado em 2011, desmembrado do distrito de Chorão